# Журавель Сергій Васильович
Сергій Васильович Жураве́ль (21 липня 1959, Тараща) — український живописець; член Національної спілки художників України з 2005 року. Чоловік художниці Оксани Журавель.

## З біографії
Народився 21 липня 1959 року в місті Таращі Київської області (нині Україна). 1982 року закінчив Київський політехнічний інститут.

## Творчість
Працює у галузі станкового живопису (пише натюрморти, пейзажі). Серед робіт:
- «На червоному» (2002);
- «Початок літа» (2002)[1];
- «На голубому» (2002)[1];
- «Київщина» (2003);
- «Серпень» (2003)[1];
- «Захід» (2003)[1];
- «В Пирогово» (2004)[1];
- «Проти сонця» (2007);
- «Перехід» (2008).

Займається видавничою діяльністю. Серед оформлених видань — каталоги:
- «Художники Києва. Живопис. Графіка. Скульптура. Декоративно-прикладне мистецтво : творчо-біографічний довідник» (2000, випуск 1);
- «Художники України. Живопис. Графіка. Скульптура. Декоративно-ужиткове мистецтво : Творчо-біографічний альбом-довідник» (2005, випуск 3; 2006, випуск 4; 2008, випуск 5);
- «Родина Надєждіних. Живопис. Графіка» (2005);
- «Федор Захаров. Живописець» (2005);
- «Едуард Базилянський. Живопис. Графіка» (2006);
- «Олександр Масик. Живопис. Графіка» (2007).

## Виноски
1. ↑  За паспортом — 24 липня 1959 року в селищі шахти «Никанор» Комунарського району Ворошиловградської області.